# Hetes
Hetes é um município da Hungria, situado no condado de Somogy. Tem 26,63 km² de área e sua população em 2019 foi estimada em 1.182 habitantes.